# Eye of the Beholder (песня)
Eye of the Beholder (с англ. — «Глаз наблюдателя») — сингл американской трэш-метал-группы Metallica. Это третий трек из альбома …And Justice for All, выпущенный в октябре 1988 года в качестве второго сингла.

## О песне
Эта песня не исполнялась вживую целиком с 1989 года из-за нелюбви Ларса Ульриха к ней. Он объяснял эту неприязнь чередованием тактовых размеров. Однако «Eye of the Beholder» входила в состав мелодического набора песен из …And Justice for All, который Metallica часто исполняла на концертах в 1990-х. Одна из этих версий вошла в концертный альбом группы 1993 года Live Shit: Binge & Purge.

## Кавер-версии
Группа In Flames записала кавер «Eye of the Beholder» для «Tribute to the four horsemen», альбома-трибьюта. Эта версия песни также появляется на ремастированном альбоме «In Flames» «Subterranean».

## Участники записи
- Джеймс Хетфилд — ритм-гитара, вокал
- Ларс Ульрих — ударные
- Кирк Хэмметт — соло-гитара
- Джейсон Ньюстед — бас-гитара

## Внешние ссылки
- официальный сайт
- Mick Wall,Malcolm Dome. Metallica: The Music And The Mayhem.
- Mark Eglington. James Hetfield — The Wolf At Metallica’s Door.
- Eye of the Beholder by Metallica на Songfacts.